# Баратынский, Абрам Андреевич
Абрам Андреевич Баратынский (Боратынский; 1767 — 24 марта (5 апреля) 1810) — генерал-лейтенант русской императорской армии, устроитель усадьбы Мара. Отец поэта Евгения Баратынского, дед педагога Сергея Рачинского.

## Биография
Тот не был мыслию, тот не был сердцем хладен,

         Кто безымянной неги жаден,

Их своенравный бег тропам сим указал,

Кто, преклоняя слух к таинственному шуму

Сих клёнов, сих дубов, в душе своей питал

         Ему сочувственную думу.

Давно кругом меня о нём умолкнул слух,

Прияла прах его далекая могила,

Мне память образа его не сохранила,

Но здесь ещё живет его доступный дух;

         Здесь, друг мечтанья и природы,

         Я познаю его вполне:

Он вдохновением волнуется во мне,

Он славить мне велит леса, долины, воды;

Он убедительно пророчит мне страну,

Где я наследую несрочную весну,

Где разрушения следов я не примечу,

Где в сладостной сени невянущих дубров,

         У нескудеющих ручьев,

         Я тень священную мне встречу.
Абрам, или Авраам Баратынский родился 14 или 28 августа 1767 года в имении Голощапово Смоленской губернии в семье отставного поручика Андрея Васильевича Баратынского (1738—1813) и его супруги — Авдотьи Матвеевны Яцининой (ум. 1791). Происходил из шляхетского рода Баратынских.
Записан на военную службу капралом лейб-гвардии Преображенского полка в детском возрасте (2 февраля 1775 года). Его младший брат Пётр (1768—1845) также дослужился до чина генерал-лейтенанта.
В 1785 году поступил на действительную службу и 1 марта этого же года переведён в лейб-гвардии Семёновский полк подпрапорщиком. С 15 мая 1785 года — каптенармус, с 21 ноября — сержант.
В 1789 году в составе своего полка Баратынский был направлен во Фрихрихсгам для подкрепления действующей армии, но в боевых действиях против шведов не участвовал. В конце 1789 года по протекции фрейлины Екатерины Ивановны Нелидовой был представлен великому князю Павлу Петровичу.
Переведён из гвардии 1 января 1790 года в Кексгольмский пехотный полк с чином капитана и назначением состоять при персоне цесаревича. 28 июня 1790 года в морском сражении у залива Кюменьгор попал в плен к шведам, где оставался до сентября этого же года. В Стокгольме был представлен шведскому королю, который приказал возвратить пленным русским офицерам шпаги и ордена. В конце 1790 года возвратился в Санкт-Петербург.
С 1 января 1791 года — поручик, с 30 августа — секунд-майор, командир сухопутных батальонов, находящихся в подчинении цесаревича — Павловской, Гатчинской и Каменноостровской военных команд. С 4 января 1793 года — премьер-майор, с 1 июня — подполковник.
1 апреля 1796 года передал свои функции полковнику Алексею Андреевичу Аракчееву и был удалён от особы наследника престола с назначением в Адмиралтейскую коллегию. Но после воцарения Павла I был пожалован 7 ноября 1796 года званием флигель-адъютанта и награждён чином полковника и в том же месяце отправился для инспектирования войск в Киев и Тульчин, где по поручению Павла I вёл переговоры с фельдмаршалом графом Александром Васильевичем Суворовым, окончившиеся опалой и отставкой последнего.
6 декабря 1796 года Абрам Баратынский и его брат Богдан были пожалованы каждый тысячей крепостных душ в Тамбовской губернии.
С 1 января 1797 года — генерал-майор и генерал-адъютант, с 17 мая того же года — командир Лейб-гвардии Гренадерского полка, инспектор Эстляндской дивизии.
18 июля 1798 года получил чин генерал-лейтенанта, но в конце лета последовала опала и 11 августа командиру лейб-гренадерского полка генерал-лейтенанту Баратынскому велено состоять по армии, а 6 сентября того же года, по прошению, отставлен от службы, с позволением носить мундир, и 25 сентября он выехал в отцовское имение Голощапово, откуда в феврале 1799 года вместе с женой перебрался в своё тамбовское имение Вяжля, пожалованное Павлом I в 1796 году.
С 1803 по 1806 годы Абрам Баратынский был тамбовским губернским предводителем дворянства. В 1804 году он начал строительство в пяти верстах от Вяжли усадьбы Мара.
В 1808 году Баратынские поселились в Москве, где глава семейства скоропостижно скончался 24 марта (5 апреля) 1810 года. Был похоронен на кладбище московского Спасо-Андроникова монастыря.

## Семья
С 29 января 1798 года Баратынский был женат на фрейлине Александре Фёдоровне Черепановой (1777—1853), которая была подругой сестры Абрама, Марии, и воспитывалась вместе с ней в Смольном институте благородных девиц. После смерти мужа всецело посвятила себя воспитанию детей. Была полиглотом, много читала и пользовалась безграничной любовью семьи и общим уважением. Вела уединённый образ жизни.
У них родились:
- Евгений Абрамович (1800—1844),
- Софья Абрамовна (1801 — ок. 1844),
- Ираклий Абрамович (1802—1859),
- Лев Абрамович (1805—1856),
- Фёдор Абрамович (1806—1807—1808),
- Сергей Абрамович (1807—1866),
- Наталья Абрамовна (1809—1855)
- Варвара Абрамовна (1810—1891)[5][8].

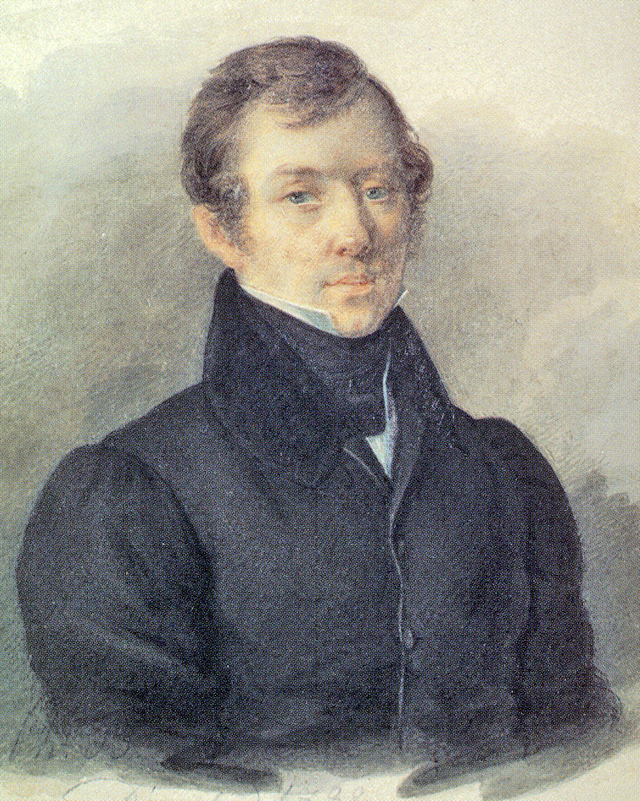
Евгений Абрамович (1800—1844)
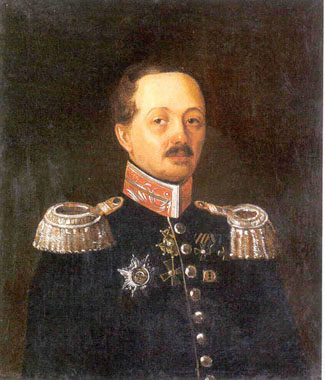
Ираклий Абрамович (1802—1859)
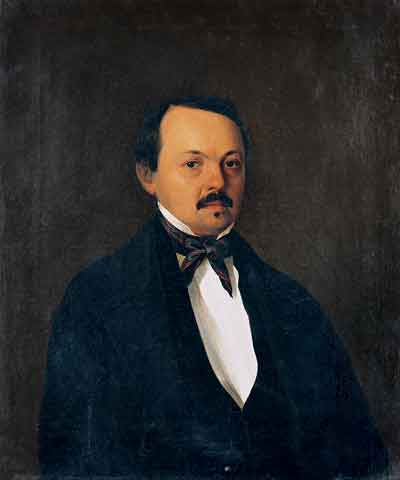
Лев Абрамович (1805—1856)
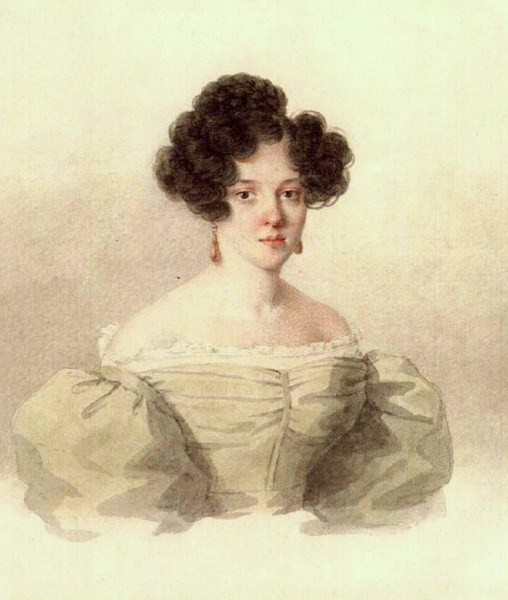
Варвара Абрамовна (1810—1891)